# MUSIC PATIO
MUSIC PATIO（ミュージックパティオ）は、FM北海道（AIR-G'）で放送されているノンストップミュージック番組。事実上、深夜・早朝のフィラーとなっている。

## 概要
「Sound Cube」の後継番組。30分ごとに区切られたノンストップミュージック番組である。また、アーティスト特集の形としてその人物の楽曲を連続放送する場合が多く、その場合は60分放送前提で製作されている。
また平日朝の「PRIME」はアーティスト縛りではあるが、”極上の音楽をノンストップで”をキャッチフレーズに往年のアーティストを取り上げる傾向がある。

## 放送時間
※2025年4月現在
MUSIC PATIO
- 月曜 - 木曜（26:00 - 29:00）
- 金曜（5:00 - 6:00、27:00 - 29:00）
- 土曜（5:00 - 5:30、26:00 - 29:00）
- 日曜（25:00 - 26:00）

MUSIC PATIO PRIME
- 月曜 - 木曜（5:00 - 5:50）

## タイムテーブル
- 30分ごとに男性アナウンスでタイトルコールされる専用ジングルがある。

### 月曜 - 木曜深夜～翌早朝
- 26:00（2:00） - オープニング
- 29:49（5:49） - 放送終了（金曜日のみ2021年10月から2022年6月まで29:44（5:44）に終了、2022年7月から30:00（6:00）に終了）

### 金曜深夜～土曜早朝
- 27:00 - オープニング
- 29:29（5:29） - 放送終了

### 土曜深夜
- 26:00（2:00）- オープニング
- 28:59（4:59）- 放送終了

### 日曜深夜 - 月曜早朝
- 25:00（1:00）- オープニング
- 25:59（1:59）- 放送終了
- 26:00（2:00）- 放送休止
- 5:00 - 放送再開
- 5:49 - 放送終了

## オンエアー楽曲
- 公式サイト（AIR-G' オンエアーリスト）を参照。

## 局名告知BGM
- ほのうた（樋口了一） - 2000年代中期頃にキャンペーンソングとして採用された。2017年現在は別のBGMとなっている。